# 국제 사회주의자 경향

IST의 로고.

국제 사회주의자 경향(國際社會主義者傾向, 영어: International Socialist Tendency, IST)는 트로츠키주의 단체이다. 이들은 주로 영국 사회주의 노동자당(Socialist Worker's Party)의 창립자 토니 클리프의 주장을 근거로 한다. IST는 전 세계에 관련 단체, 지부를 두고 있으며, 핵심적으로는 영국, 그리스, 아일랜드에 '사회주의 노동자당'을 만들어 활동하고 있다.
이들의 기원은 1950년대로 거슬러 올라간다. 토니 클리프를 중심으로 영국 사회주의 평론 그룹(British Socialist Review Group)은 제4인터내셔널의 영국 지부인 더 클럽의 일부였다. 그러나 정치색의 차이로 인해 영국 사회주의 평론 그룹은 더 클럽과 제4인터내셔널에서 추방당하게 된다.
사실 IST는 다른 트로츠키주의자들과 소련 사회의 성격에 대한 시각에서 큰 차이를 보이고 있다. 트로츠키 본인은 물론, 여타 트로츠키 단체들은 소련 사회를 '퇴보한 노동자 국가'로 파악하는데 비해, IST는 소련을 '국가 자본주의' 사회로 파악하고 있다. 또한 IST는 영구 군비 경제 이론과 트로츠키의 영구 혁명 이론을 강조한다.
IST의 주요 정책은 IST 내의 가장 큰 조직이라고 할 수 있는 영국 사회주의 노동자당을 중심으로 추진되고 있다. 대한민국의 관련 단체로는 노동자연대(옛 다함께)가 있다.

## 같이 보기
- 토니 클리프
- 트로츠키주의
- 제4인터내셔널